# 莫宁顿半岛
莫宁顿半岛（英語：Mornington Peninsula）是位于澳大利亚东南部的维多利亚州中南海岸的一个半岛，是维多利亚最大海湾——菲利普港湾的东南和南部边界，并将其和维多利亚第二大湾——西港湾分离。半岛的法定东西侧地理起始点分别皮尔斯代尔（Pearcedale）以南的沃森小溪（Watson Creek）河口和在弗兰克斯顿（Frankston）以南的卡克拉伯伊特小溪（Kackeraboite Creek）河口。
莫宁顿半岛是墨尔本大都市圈最南边的社区，主要归属当地的郡治理，人口大概在18万左右，但是到了夏季度假人口可以达到27万。半岛上大部分土地都作为农用，但是西端、南端和东端海岸周边几处地区都是国家公园和自然保护区。
1967年12月17日，当时尚且在任的第17任澳大利亚总理哈罗德·霍尔特在莫宁顿半岛西端的尼平角（Point Nepean）南侧面对外海的切维厄特沙滩（Cheviot Beach）游泳时失踪，遗体始终没被找到，最终在12月19日被官方宣布猜测死亡，是澳大利亚政坛的历史之谜。

## 𠻝考
1. ↑  李龍華 <澳大利亞史> 三民書局 2019年版 P145

## 外部連結

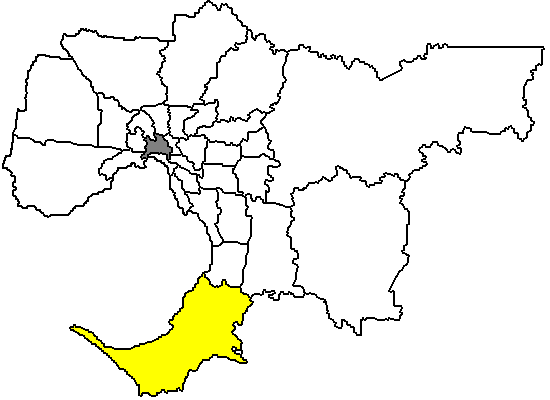
以黃色標示的地區為莫寧頓半島

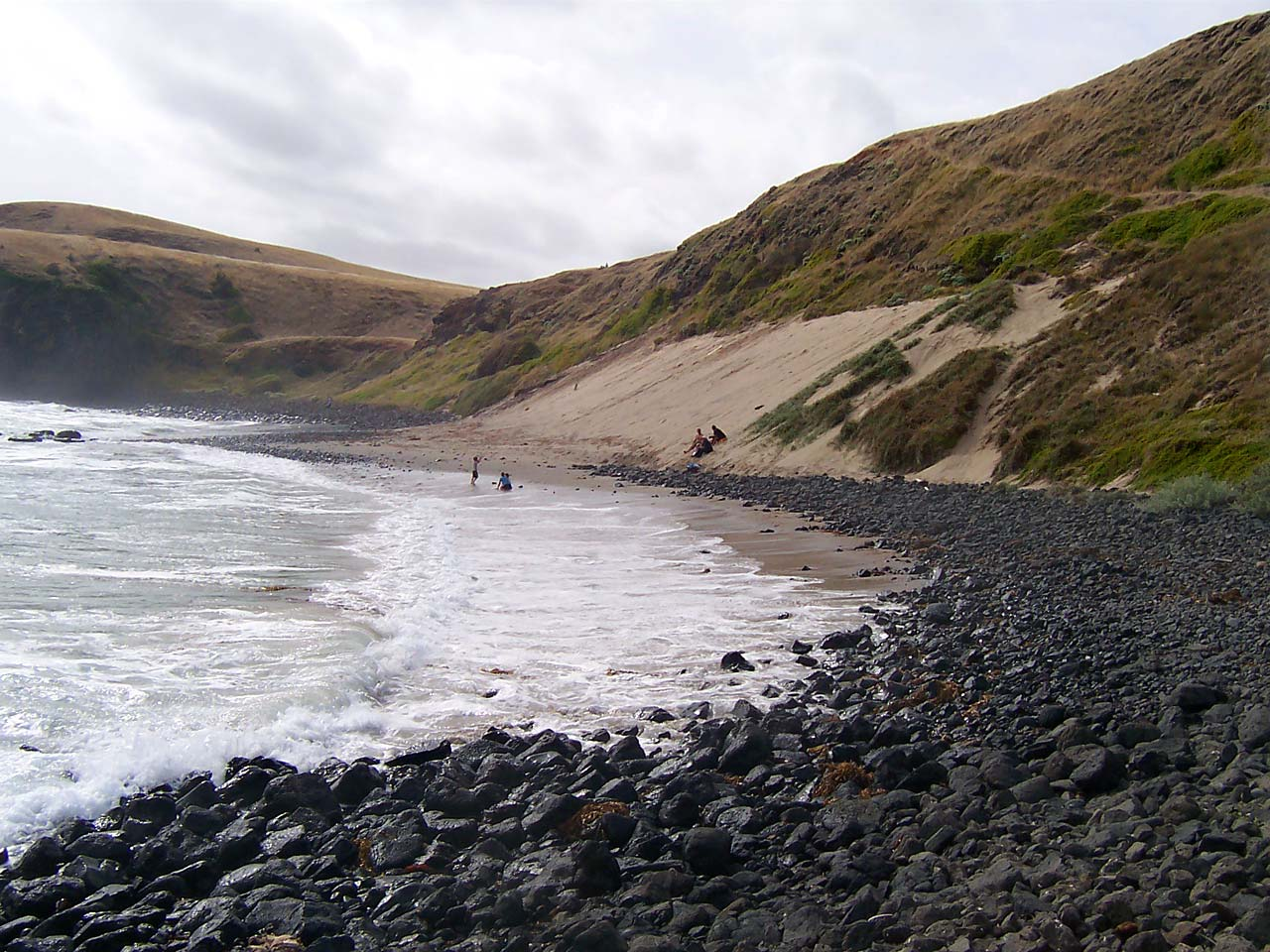
莫寧頓半島上的一處石灘

- Mornington Peninsula Shire web site （页面存档备份，存于）
- Visit Mornington Peninsula （页面存档备份，存于） – Local government website
- Mornington Peninsula – Tourism Victoria （页面存档备份，存于） – State government website
- Mornington Peninsula – Tourism Australia （页面存档备份，存于） – Federal government website

38°21′04″S 145°03′50″E / 38.351°S 145.064°E